# 1311
1311 (MCCCXI) var ett normalår som började en fredag i den julianska kalendern.

## Händelser

### Okänt datum
- Novgoroderna anfaller Tavastland och Tavastehus slott.
- Koncilium hålls i Vienne.

## Födda
- 13 augusti – Alfons XI, kung av Kastilien.
- Margareta II av Hainault, tysk-romersk kejsarinna.

## Avlidna
- Botulf, uppländsk bonde, den enda svensk, som har dömts och avrättats för kätteri.